# 中德廣播公司
中德廣播公司（德語：Mitteldeutscher Rundfunk）是位於德國萊比錫的一個公共廣播電視公司，也是德國公共廣播聯盟的九個加盟公司之一。播出地區是圖林根州、薩克森州、薩克森-安哈特州。

## 歷史
中德廣播公司的起源可追溯至1924年成立的中德廣播股份有限公司。該公司於1924年3月1日下午在萊比錫開始首次廣播，成為繼柏林後提供廣播服務的德國城市 。
在納粹德國統治時期，因當時政府推行一體化政策，國民教育與宣傳部在1934年3月控制了中德廣播股份有限公司，並更名為萊比錫帝國廣播（Reichssender Leipzig）。
德國1945年戰敗投降後，「萊比錫帝國廣播」曾短暫獲准繼續廣播，直至1946年由蘇佔區當局主導的「中德廣播萊比錫電台」取代。1952年9月，東德政府決定停止該電台運作，有關頻譜則騰作「柏林電台第三台」廣播之用。至此，第一代中德廣播公司正式停運。
隨著兩德統一，重新加入德國的薩克森州、圖林根州及薩克森-安哈爾特州，得以一同於1991年5月重建新的中德廣播公司，並將之加入德國公共廣播聯盟。
1992年1月1日凌晨，隨著原東德電視台2台停播，中德廣播公司正式接管上述三州有關電視頻道。

## 外部連結
- MDR Homepage（页面存档备份，存于） (in German)